# Institut Monumenta Serica
Das Institut Monumenta Serica ist ein sinologisches Institut in der Trägerschaft der Steyler Missionare, das sich mit der Kultur des traditionellen China – von den Anfängen bis zum Ende des Kaiserreiches (1911) – befasst. Sein Ursprung liegt in der sinologischen Zeitschrift Monumenta Serica – Journal of Oriental Studies, die 1935 an der Katholischen Fu-Jen-Universität in Peking von dem Steyler China-Missionar und Sinologen P. Franz Xaver Biallas (1878–1936) gegründet wurde.

## Geschichte
Der erste Band der Zeitschrift erschien 1935. Der lateinische Name der Zeitschrift „Monumenta Serica“ spielt auf eine antike Bezeichnung für die Chinesen an – „Seres“ („die Seidenhersteller“). Wie ihr chinesischer Titel Huayi xuezhi 華裔學志 („Wissenschaftliche Zeitschrift über China und angrenzende Länder“) besagt, werden ebenso andere asiatische Kulturen darin berücksichtigt, insbesondere diejenigen, die mit der chinesischen Kultur in Verbindung standen und von ihr beeinflusst wurden. Nach dem Tod von Gründer Biallas führten seine Mitbrüder die Herausgabe der Monumenta Serica fort. Bis 1949 erschienen in Peking 13 umfangreiche Bände. Aufgrund der eigenen Forschungstätigkeit der Herausgeber und Redakteure entwickelte sich die Redaktion der Zeitschrift in dieser Zeit zu einem Institut.
1948 wurde das Institut mit dem größten Teil der Redaktionsbibliothek zum Schutz vor den Wirren des chinesischen Bürgerkriegs nach Japan überführt, wo es mit den Zwischenstationen Tokyo (1949–1955) und Nagoya (an der katholischen Nanzan-Universität, 1956–1962) bis 1962 blieb. Von 1962 bis 1972 befand sich das Institut auf dem Gelände der University of California in Los Angeles am Department of Oriental Languages. 1972 wurde das Institut Monumenta Serica an seinem heutigen Standort auf dem Campus der Steyler Missionare in Sankt Augustin angesiedelt. Es liegt in der Nähe weiterer Lehr- und Forschungseinrichtungen der Steyler Missionare: dem ethnologischen Anthropos-Institut, dem Steyler Missionswissenschaftlichen Institut e. V., der Philosophisch-Theologischen Hochschule und dem Missionspriesterseminar.

## Tätigkeiten und Weiterentwicklung
Die wichtigste Aufgabe des Instituts ist die Veröffentlichung der Zeitschrift Monumenta Serica (2014 erschien Band 62). Darüber hinaus gibt das Institut zwei Buchreihen heraus: die Monumenta Serica Monograph Series und die Collectanea Serica. Zur Förderung der Chinakenntnisse der breiteren Öffentlichkeit und zur Vertiefung des Austausches zwischen westlichen und chinesischen Fachgelehrten veranstaltet das Institut Monumenta Serica auch Vorträge, Ausstellungen und wissenschaftliche Konferenzen. Nach Möglichkeit bemüht sich das Institut auch um sinologische Forschung und systematische Beschäftigung mit der chinesischen Kultur, indem die Zusammenarbeit mit chinesischen und westlichen Wissenschaftlern zur Förderung eines ost-westlichen Dialoges betrieben wird. 
Im Jahr 2002 gründete das Institut mit der Katholischen Fu-Jen-Universität, Taipeh, das Monumenta Serica Sinological Research Center (MSSRC) in Taipeh, das durch die Veranstaltung sinologischer Kolloquien und die Herausgabe von Publikationen die Zusammenarbeit mit chinesischen Wissenschaftlern in Taiwan fördern soll. 
Das Institut verfügt über eine eigene Forschungsbibliothek, die für Recherche und Forschung auch von externen Interessierten genutzt werden kann.